# 西海奈穂子
西海奈穂子 (にしうみなおこ 1977年 - ) は 日本のジャーナリストで NHKメディア総局報道局国際部記者。現在はNHK香港支局長。

## 家族
父・西海英雄は 法政大学名誉教授で環境学者。

## 経歴
幼少時代は カナダで過ごした。吉祥女子高等学校、早稲田大学卒業後の2000年4月 NHKに入局。初任地『NHK盛岡放送局』から『NHK帯広放送局』と地方記者を経て、報道局国際部に配属。その後 フィリピンに渡航し『NHKマニラ支局』にて海外特派員から同支局長を歴任。帰国後は 報道局国際部のアジア担当デスクを経て、2019年度から『キャッチ!世界のトップニュース』メインキャスターに就任。
2022年4月1日をもって同番組キャスターを卒業。その後、2023年1月31日にNHK香港支局長として10ヶ月ぶりに同番組に登場した。

## テレビ出演
- キャッチ!世界のトップニュース (2019年度～2021年度) メインキャスター